# Gruzja na World Games 2017
Gruzję na World Games 2017 reprezentowało 4 zawodników, cała kadra złożona była z mężczyzn. Wzięli udział w 3 dyscyplinach, żaden z nich nie zdobył medalu. 

## Reprezentanci
| Zawodnik               | Dyscyplina   | Kategoria    | Wynik                 |
| ---------------------- | ------------ | ------------ | --------------------- |
| Gogita Arkania         | Karate       | Kumite       | 5. miejsce            |
| Genadi Guralia         | Sporty wodne | triki        | 11. miejsce           |
| Giorgi Meshveldishvili | Sumo         | waga średnia | repasaże ćwierćfinału |
| Giorgi Meshveldishvili | Sumo         | open         | 1/64                  |
| Avtandil Tsertsvadze   | Sumo         | waga ciężka  | repasaże półfinału    |
| Avtandil Tsertsvadze   | Sumo         | open         | 1/64                  |